# Honda Logo

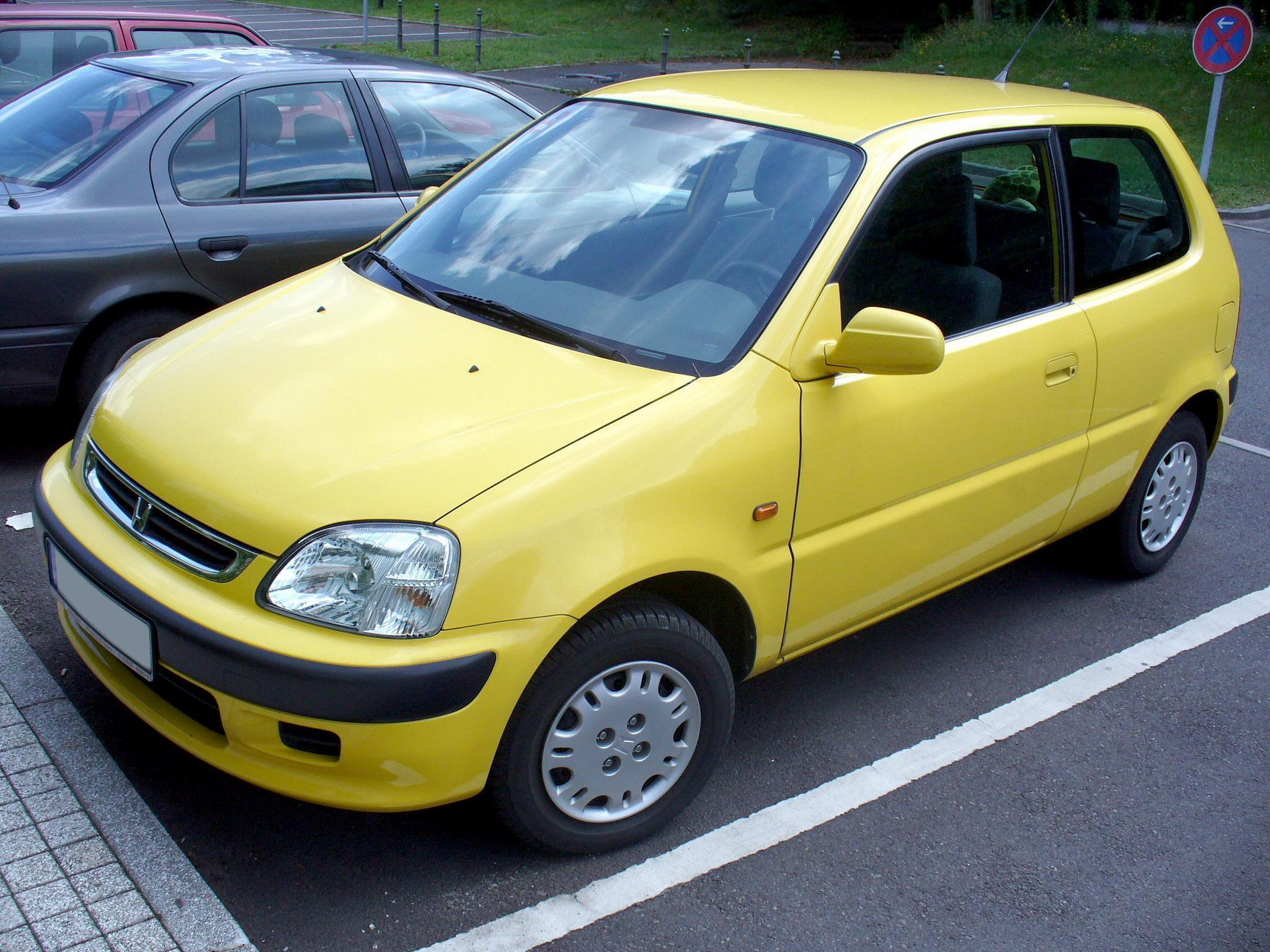
3-dörrars Honda Logo.

Honda Logo är en småbil som tillverkades mellan 1996 och 2001. I Sverige började modellen säljas 1998 och fanns bara med 3-dörrars halvkombikaross, medan den på andra marknader även fanns med 5 dörrar. I Bilprovningens lista över felfria bilar hamnar denna modell alltid högt, men den blev ändå aldrig någon försäljningssuccé. År 2002 kom efterföljaren Honda Jazz.